# Мохаммед Абу
Мохамме́д Абу́ (англ. Mohammed Abu; нар. 14 листопада 1991 року, Аккра, Гана) — ганський футболіст. Півзахисник збірної Гани та норвезького «Стремсгодсета».